# 堂洞合戦
堂洞合戦（どうほらがっせん）は、永禄8年8月28日（1565年9月22日）に織田信長軍・加治田衆と斎藤龍興方の岸信周との間で行われた堂洞城を中心とした合戦である。

## 合戦に至る経緯
信長の美濃侵攻に備え、関城長井道利、加治田城佐藤忠能、堂洞城岸信周の盟約が結ばれ（中濃三城盟約）、道利の勧めで忠能の娘八重緑を岸方の養女（人質）として結束が固められた。だが、忠能は加治田城下の住人梅村良澤を信長方の犬山に遣わし、丹羽長秀を介して内応。
鵜沼城、猿啄城が織田軍によって落城し、猿啄城将の多治見修理亮が甲斐へ逃走すると、敗兵は堂洞城に入って岸勢と合流した。
信長は金森長近を使者として堂洞城へ派遣し投降を勧めるが岸信周は受け入れず、嫡男岸信房は長近の目の前で自分の子（岸信近）の首を斬り落として覚悟を示したため、長近は引き下がった。
岸方が合戦の準備をする中、人質の八重緑は堂洞城に面した長尾丸山で磔にされた。その夜、忠能の家臣西村治郎兵衛が忍び、八重緑の亡骸を岸方から奪い取って加治田の龍福寺へ葬ったと伝わる。

## 堂洞城攻城戦
堂洞城を西と南より織田信長軍の丹羽長秀・河尻秀隆・森可成、北の加治田より佐藤忠能軍が四隊に分かれて攻撃した。これに対し堂洞城では南と西を岸信周、北を信周嫡子信房が守備した。
信長は高畑山（現在の富加町高畑）に本陣を置いて、堂洞・関間を分断し、関城からの長井道利の援軍が津保川を越して高畑の林に侵入したところを撃退した。撃退後、本陣を堂洞城本丸の目の前にある茶臼山（夕田茶臼山古墳）に移し、信長は自ら馬を乗りまわし、諸部隊を指揮した。
西の織田軍は地形が険阻な上、岸勢の伏兵により防御が堅固で進撃を阻まれたが、北の佐藤父子が陣頭に立った攻撃軍は、勝手知った山道を攻め上がった。防衛側の大将信房は寄せ手を何度も撃退したが、戦闘が長引くにつれ多数の兵が傷つき討たれ、自身も三か所に傷を負い、腹を十文字に掻ききって自刃した。
南からの攻撃軍は、太田牛一が、弓で敵を射て手柄を立てた。岸勢は18度のかけ合いに兵卒が死傷しながらも一足も退かずに戦い、信周の妻も長刀を振り回して勇戦した。
しかし、日が傾く中ついに織田軍は河尻秀隆・森可成が天主構へ乗り入り、丹羽長秀も本丸に攻め込んだ。敵味方も分からない乱戦の中、信周夫妻は辞世の歌を詠んで刺し違え、信周の弟岸信貞も必死の防戦後、落城時の最後に討死して、堂洞城は落城した。

## 合戦後
堂洞城落城の夜、信長は加治田城の佐藤父子の屋敷に一泊し、翌8月29日に城下で岸方の首実検を行った。
それから犬山へ帰る途中、関の長井道利勢と、井ノ口（岐阜）からの斎藤龍興軍3,000が織田軍を攻撃してきたが、織田軍は手勢が800ばかりしかなく合戦は無理であったので、ひろ野へ退き体制を整えてかかるように見せかけておいて、一目散に鵜沼に退いた。関勢は加治田城を攻める様子だったので、信長は斎藤利治を援軍として派遣。関・加治田合戦の結果、関城は落城した。
なお、堂洞城は落城後に廃城となったが、後の加治田・兼山合戦において、森長可の本陣として使われた。
岸氏一族である岸信周・信房・信貞の兄弟と子らは合戦後も一族滅亡はなく、それぞれに岸氏を存続させ、現代に至っている。